# Wiktor Skiwski

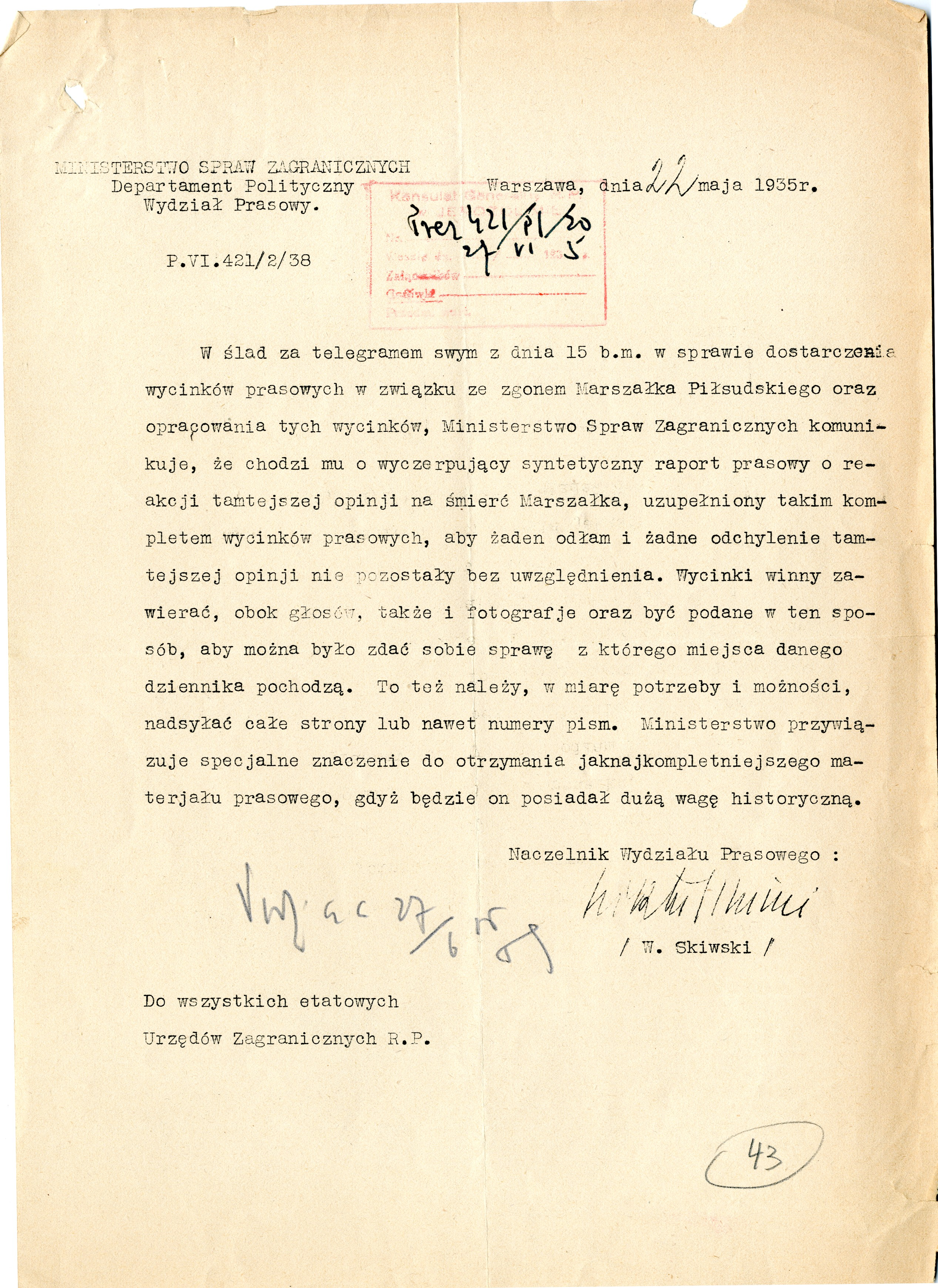
Pismo Ministerstwa Spraw Zagranicznych w sprawie kolekcjonowania artykułów poświęconych śmierci Józefa Piłsudskiego

Wiktor Skiwski (ur. 2 września 1900, zm. 19 grudnia 1956 w Santos) – dyplomata polski.

## Życiorys
Od października 1919 był członkiem zarządu koła warszawskiego (m.in. w październiku 1922 został prezesem zarządu), od kwietnia 1921 członkiem Rady Naczelnej Stowarzyszenia Młodzieży Akademickiej „Odrodzenie” (m.in. od kwietnia do października 1921 sekretarzem generalnym Komitetu Wykonawczego, w kolejnych latach (do 1923) przedstawicielem koła warszawskiego w RN).
Od 1923 był pracownikiem Ministerstwa Spraw Zagranicznych, od 1927 sekretarzem gabinetu ministra, w latach 1928-1931 attaché, a następnie sekretarzem Poselstwa RP w Paryżu, od 1 lutego 1934 do wybuchu II wojny światowej naczelnikiem wydziału prasowego MSZ.
Po wybuchu II wojny światowej znalazł się we Francji, uczestniczył w ruchu oporu, w szeregach Polskiej Organizacji Walki o Niepodległość, w której od 1943 był szefem kwatery głównej – organu wykonawczego Szefa Głównego POWN. Został aresztowany 13 lipca 1944, ale udało mu się uciec.
W 1947 zamieszkał w Brazylii, pracował jako administrator plantacji kawy, Zmarł w szpitalu w Santos.

## Ordery i odznaczenia
- Krzyż Kawalerski Orderu Odrodzenia Polski (11 listopada 1936)[4]
- Krzyż Walecznych[5]
- Medal Dziesięciolecia Odzyskanej Niepodległości[5]
- Brązowy Medal za Długoletnią Służbę
- Krzyż Komandorski z Gwiazdą Orderu Leopolda II (Belgia, 1936)[6]
- Krzyż Komandorski z Gwiazdą Orderu Zasługi (Węgry, 1937)[7]
- Krzyż Komandorski z Gwiazdą Orderu Korony Rumunii (Rumunia, 1937)[7]
- Krzyż Komandorski Orderu Gwiazdy Rumunii (Rumunia, 1937)[8]
- Krzyż Oficerski Orderu Trzech Gwiazd (Łotwa)[5]
- Krzyż Kawalerski I Klasy Orderu Danebroga (Dania)[5]
- Krzyż Kawalerski Orderu Białej Róży Finlandii (Finlandia)[5]
- Krzyż Kawalerski Orderu św. Olafa (Norwegia)[5]
- Krzyż Kawalerski Orderu Legii Honorowej (Francja)[5]